# 豊満区
豊満区（ほうまん-く）は中華人民共和国吉林省吉林市に位置する市轄区。

## 行政区画
7街道、1鎮、3郷を管轄：
- 街道弁事処：泰山街道、江南街道、石井街道、沿豊街道、豊満街道、紅旗街道、建華街道
- 鎮：旺起鎮
- 郷：江南郷、前二道郷、小白山郷

## 交通

### 道路
- 高速道路
  -  吉黒高速道路（中国語版）
  -  瀋吉高速道路
- 国道
  -  G202国道